# Варгас Льоса, Альваро
Альваро Варгас Льоса (исп. Álvaro Vargas Llosa, род. 18 марта 1966 года, Лима, Перу) — публицист и политический комментатор антисоциалистических, либеральных взглядов в сфере международных отношений в Латинской Америке.

## Биография
Сын писателя Марио Варгаса Льосы, нобелевского лауреата 2010 года. Гражданин Перу и Испании, живет в Вашингтоне. Женат, есть дочь и сын. Изучал историю в Лондонской школе экономики и политических наук. С 16 лет работал журналистом в газетах, на радио и телевидении, сначала в Перу и некоторых других латиноамериканских странах, а позднее — в США и Европе. В президентских выборах в Перу 2001 года участвовал в качестве советника кандидата Алехандро Толедо, однако за несколько недель до второго тура дистанцировался от того.
В 2007 году он был номинирован на звание «молодого мирового лидера» (англ. Young Global Leader) на Всемирном экономическом форуме в Давосе, Швейцария.

## Творчество
Он является сторонником «свободной рыночной экономики» и демократии в условиях правового государства, призывает к более открытой торговле между Латинской Америкой и Соединенными Штатами. Критик деятельности Фиделя Кастро и Че Гевары на Кубе и в Боливии, политики правительства Уго Чавеса в Венесуэле и Эво Моралеса в Боливии.
В своей книге «Политология революции» российский политолог Борис Кагарлицкий критиковал одну из последних работ Льосы (англ. Liberty for Latin America: How to undo 500 years of state oppression).

## Публикации
- Популизм возвращается? «Россия в глобальной политике», 2006, № 2
- Authoritarians Masquerading As Populists («The Wall Street Journal» (оригинал), «The Moscow Times», 19.04.2007)
- Dictatorships vs. Democracies («The Wall Street Journal» (оригинал), «The St. Petersburg Times», 19.06.2007)

## Книги
- The Che Guevara Myth and the Future of Liberty (2005) ISBN 1-59813-005-6
- Liberty for Latin America: How to undo 500 years of state oppression (2005) ISBN 0-374-18574-3
- Guide to the Perfect Latin American Idiot (в соавторстве, 1999) ISBN 1-56833-134-7
- Riding the tiger: Ramiro de León Carpio’s battle for human rights in Guatemala (в соавторстве, 1995) ISBN 0-9648426-0-2
- The Madness of Things Peruvian: Democracy Under Siege (1994) ISBN 1-56000-114-3